# Ljukovo
Ljukovo (serbisch-kyrillisch Љуково) ist ein Dorf in der Opština Inđija im Okrug Srem in der serbischen Provinz Vojvodina mit etwa 1500 Einwohnern.

## Demographie
Seit dem Zweiten Weltkrieg hat sich seine Einwohnerzahl etwa verdreifacht.
| Jahr      | 1948 | 1953 | 1961 | 1971 | 1981  | 1991  | 2002  | 2011  |
| --------- | ---- | ---- | ---- | ---- | ----- | ----- | ----- | ----- |
| Einwohner | 486  | 570  | 897  | 967  | 1.191 | 1.301 | 1.604 | 1.525 |

## Belege
1. ↑  Република Србија, Републички завод за статистику: УПОРЕДНИ ПРЕГЛЕД БРОЈА СТАНОВНИКА: 1948, 1953, 1961, 1971, 1981, 1991, 2002. И 2011. Република Србија Републички завод за статистику, Belgrad 2014, ISBN 978-86-6161-109-4, S. 43 (serbisch, Online [PDF]).